# Conflitos no Chifre da África
Os conflitos no Chifre da África têm devastado continuamente aquela região, que inclui a Etiópia, a Eritreia, o Jibuti e a Somália.

## História
O Chifre da África é uma região permanentemente em crise. A Etiópia ocupa uma posição predominante na região devido à sua importância demográfica: cerca de 85% da população da região vive neste país. No entanto, a história da Etiópia é amplamente marcada por conflitos entre grupos étnicos que vivem dos recursos e do espaço, bem como entre o nacionalismo e o marxismo-leninismo na era moderna. O resto da região também enfrenta contínuas guerras: a guerra civil na Somália em 1986, resulta em um país que não tem um governo nacional em funcionamento desde 1991.

## Conflitos coloniais
Primeira Guerra Ítalo-EtíopeEntre o Reino de Itália e o Império da Etiópia de 1895–1896.
Resistência DervishContra a Itália e o Reino Unido, 1920.
Segunda Guerra Ítalo-EtíopeEntre o Reino da Itália e o Império da Etiópia de 1935–1936.

## Guerras mundiais
Campanha do Leste Africano (I Guerra Mundial)Entre o Império Alemão e o Reino Unido, a Comunidade das Nações, o Império Português, e o Reino da Bélgica de 1914–1918.
Campanha do Leste Africano (II Guerra Mundial)Entre o Reino de Itália e o Reino Unido, a Comunidade das Nações, o Reino da Bélgica, e o Império da Etiópia de 1940–1941.

## Conflitos recentes

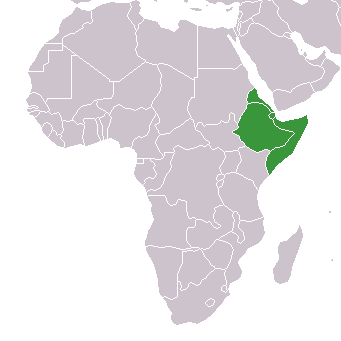
Países atuais do Chifre da África destacados em verde.

Guerra de Independência da EritreiaDe 1961–1991, entre as frentes de libertação da Eritreia (principalmente a EPLF e no início também o ELF) e o marxista Derg–dominante da Etiópia.
Guerra de ShiftaDe 1963–1967, insurgência separatista por somalis étnicos no Quênia.
Guerra Civil da EtiópiaDe 1974–1991, entre o governo Derg (da Etiópia) e vários grupos rebeldes, assim como entre os grupos rebeldes, incluindo os marxistas etíopes EPRP, MEISON e TPLF, o EPLF e ELF da Eritreia, o monarquista EDU (na primeira fase da guerra), e o WSLF da Somália; incluído o Terror Vermelho
Guerra de OgadenDe 1977–1978 entre a Etiópia e a Somália (também um elemento na Guerra Civil da Etiópia).
Guerra de fronteira etíope-somali de 1982
Guerra Civil do DjibutiEe 1991–1994.
Guerra Etiópia-EritreiaDe 1998–2000, entre a Eritreia e a Etiópia.
Guerra Civil SomaliDe 1986–presente.
Operação Restore HopeDe 1992–1993, a intervenção da ONU.
Guerra na Somália (2006)De 2006–presente, intervenção etíope.
Operação Liberdade Duradoura - Chifre da ÁfricaOutubro de 2002–presente, entre a OTAN e a Alcaida.
Insurgência em Ogaden
Conflito de Ogaden em 2007Entre a Etiópia e a FLNO.
Conflito de fronteira Djibuti-EritreiaDe 10 a 13 de junho de 2008 entre a Eritreia e Djibuti.